# Antinephele lunulata
Antinephele lunulata är en fjärilsart som beskrevs av Rothschild och Jordan 1903. Antinephele lunulata ingår i släktet Antinephele och familjen svärmare. Inga underarter finns listade i Catalogue of Life.